# Zenith BJJ
Zenith BJJ é uma associação e equipe de jiu-jitsu brasileiro fundada em 2013 pelos campeões mundiais faixa-preta Robert Drysdale e Rodrigo Cavaca. Drysdale comanda a Zenith Las Vegas, enquanto Cavaca lidera a Zenith Santos, no Brasil. A equipe conta com diversas academias filiadas nos Estados Unidos, Canadá, América Central, América do Sul, Europa e Austrália.

## História
A Zenith BJJ foi criada em 2013 após Rodrigo Cavaca deixar a equipe Checkmat para fundar uma nova equipe em parceria com seu amigo Robert Drysdale. Ambos os fundadores foram companheiros de treino no Brasa Clube de Jiu-Jitsu, no Brasil.
A sede principal da Zenith BJJ está localizada em Las Vegas, Nevada.
A equipe figurou entre as 10 melhores no feminino do Campeonato Mundial de Jiu-Jitsu de 2021.

## Membros notáveis
Lista de alguns membros atuais e antigos:
- Robert Drysdale
- Rodrigo Cavaca
- Amy Campo [en][8]
- Paulo Rezende[9]
- Marcelo Nunes[10]
- Fellipe Andrew[11]